# Цитрат лецитина
Цитрат лецитина (Lecithin citrate) — пищевая добавка (эмульгатор, антиоксидант, консервант).
В середине XX века считался безопасной пищевой добавкой (классифицировался как консервант класса IV, что означало, что в продукте допустимо содержание добавки до 2 %; к этому же классу относилась, например, аскорбиновая кислота). Как минимум до 1990-х годов был разрешен в Канаде. Имел номер пищевой добавки INS344 (E344). На конец 2010 года в списке стандартных разрешённых пищевых добавок Codex Alimentarius отсутствовал.
Цитрат лецитина — соль лецитина лимонной кислоты.